# Гальмерсгартен
Гальмерсгартен (нім. Gallmersgarten) — громада в Німеччині, розташована в землі Баварія. Підпорядковується адміністративному округу Середня Франконія. Входить до складу району Нойштадт-на-Айші–Бад-Віндсгайм. Складова частина об'єднання громад Бургбернгайм.
Площа — 15,17 км2. Населення становить 813 ос. (станом на 31 грудня 2020).